# WV23
WV23 (англ. West Valley № 23), также KV23 — древнеегипетская гробница в западной части Долины царей, построенная в 1325—1321 годах до н. э. для фараона XVIII династии Эйе. Она стала последней построенной в западной части Долины усыпальницей.

## История
Невозможно установить, приготовил эту гробницу Эйе для себя или присвоил незавершённую. Предполагаемыми основными владельцами гробницами называются Эхнатон, Сменхкара и Тутанхамон. Возможно, последний сначала упокоился здесь и лишь позже был перенесён в нынешнюю гробницу KV62. Доказательств этих предположений не обнаружено. Также остаётся не ясным, был ли Эйе похоронен именно здесь, несмотря на обнаружение в гробнице некоторых принадлежащих фараону погребальных предметов.
Гробницу обнаружил Джованни Бельцони в 1816 году, а полностью её расчистил в 1972 году Отто Шаден из Университета Минессоты. С даты обнаружения усыпальницу в разное время посещали исследователи и египтологи:
- 1824 — Джон Уилкинсон,
- 1825 — Джеймс Бёртон,
- 1908 — Говард Картер проводил раскопки и доставил саркофаг в Каирский музей для Гастона Масперо,
- 1958 — Александр Николаевич Пьянков изучал надписи.

## Описание
Гробница расположена в западной части некрополя Долины царей позади усыпальниц KV24 и KV25. Она состоит из входа (A), двух коридоров (B и D), разделённых лестницей (C), зала (E) и погребальной камеры (J) с боковой комнатой (Ja). Залы A, E схожи с гробницей Аменхотепа III (WV22), а C, D — с гробницей Хоремхеба (KV57). Зал Е не имеет шахты и ведёт прямо к зале F, которая, однако, приспособлена под погребальный зал J. В каждой его стене вделаны по одной ниши, ход ведёт к дополнительной комнате Ja. Гробница отличается от прочих характерным пост-амарнским сдвигом оси вправо: проход из Е в J расположен справа, а не слева, как обычно.

Декорирование представлено лишь в погребальной камере и напоминает украшение стен в гробнице Тутанхамона (KV62) с включением охотничьих сцен, характерных для гробниц крупного чиновничества, нежели царских усыпальниц. Изображение царицы Тэи, наблюдающей за охотой на гиппопотама, является единственным случаем изображения царицы в гробнице фараона. Стены украшены сценами из Книги мёртвых, Амдуат, изображениями фараона и некоторых божеств. Спустя время после захоронения Эйе его имя было затёрто среди росписей, а саркофаг разбит (на саркофаге имя не тронуто).

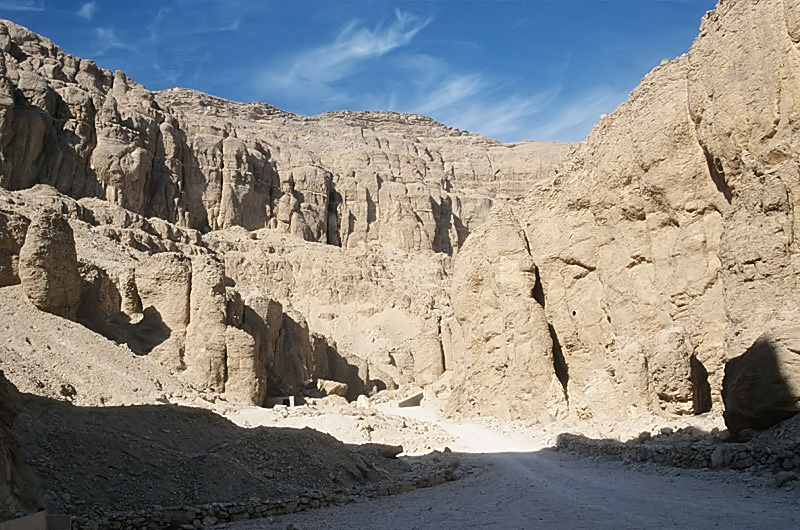
Дорога к гробнице в Долине царей
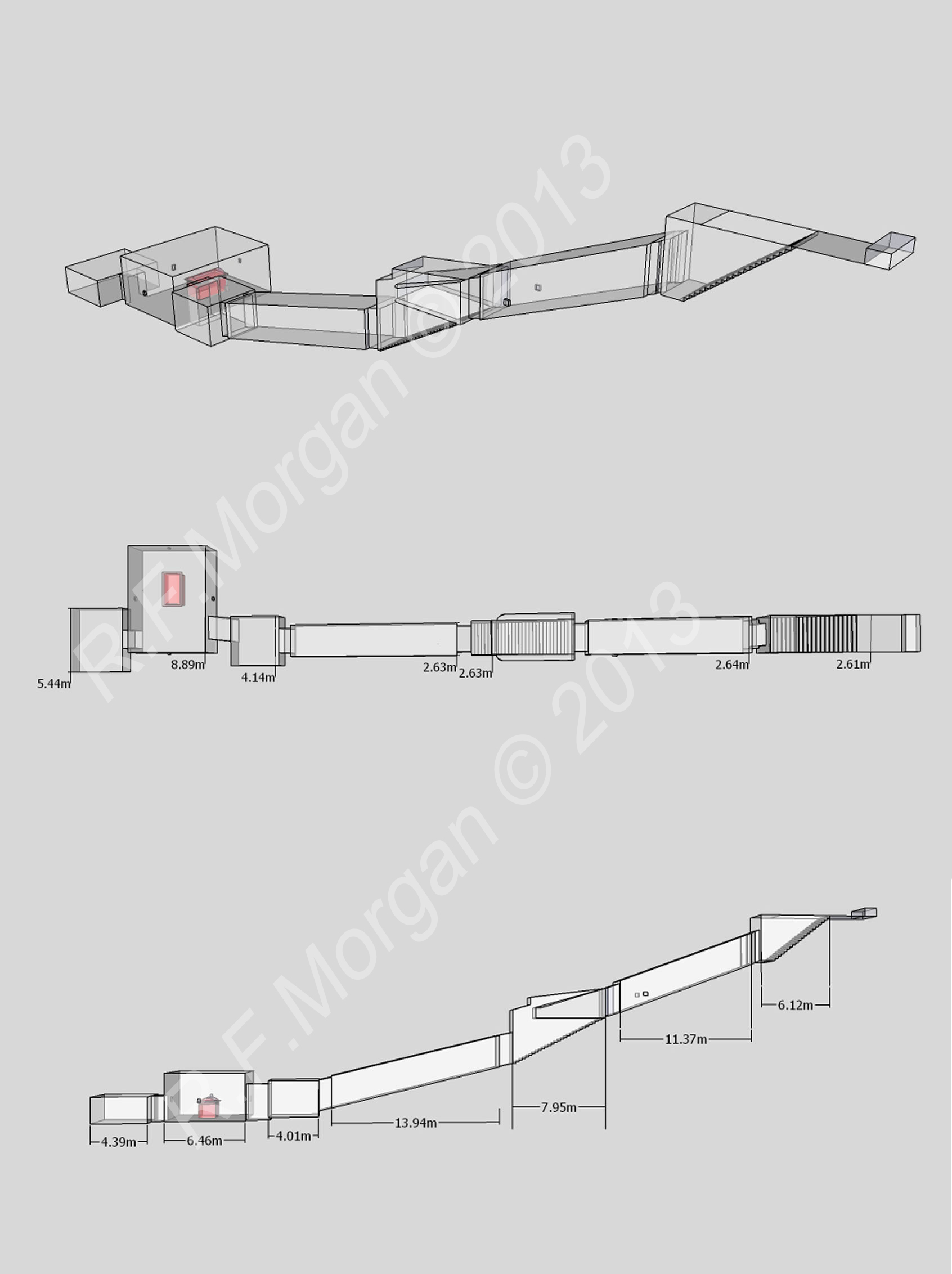
План гробницы
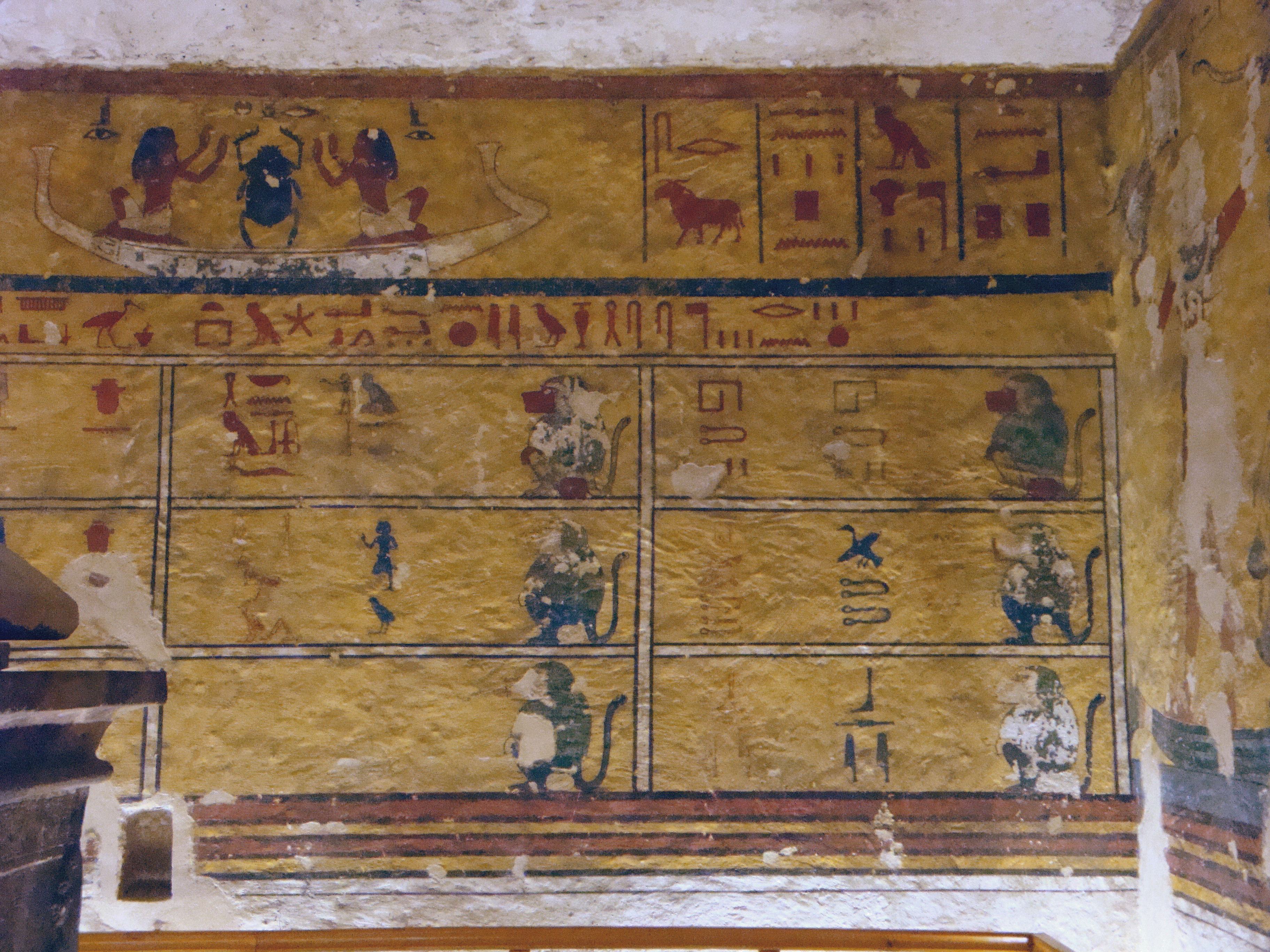
Роспись в гробнице
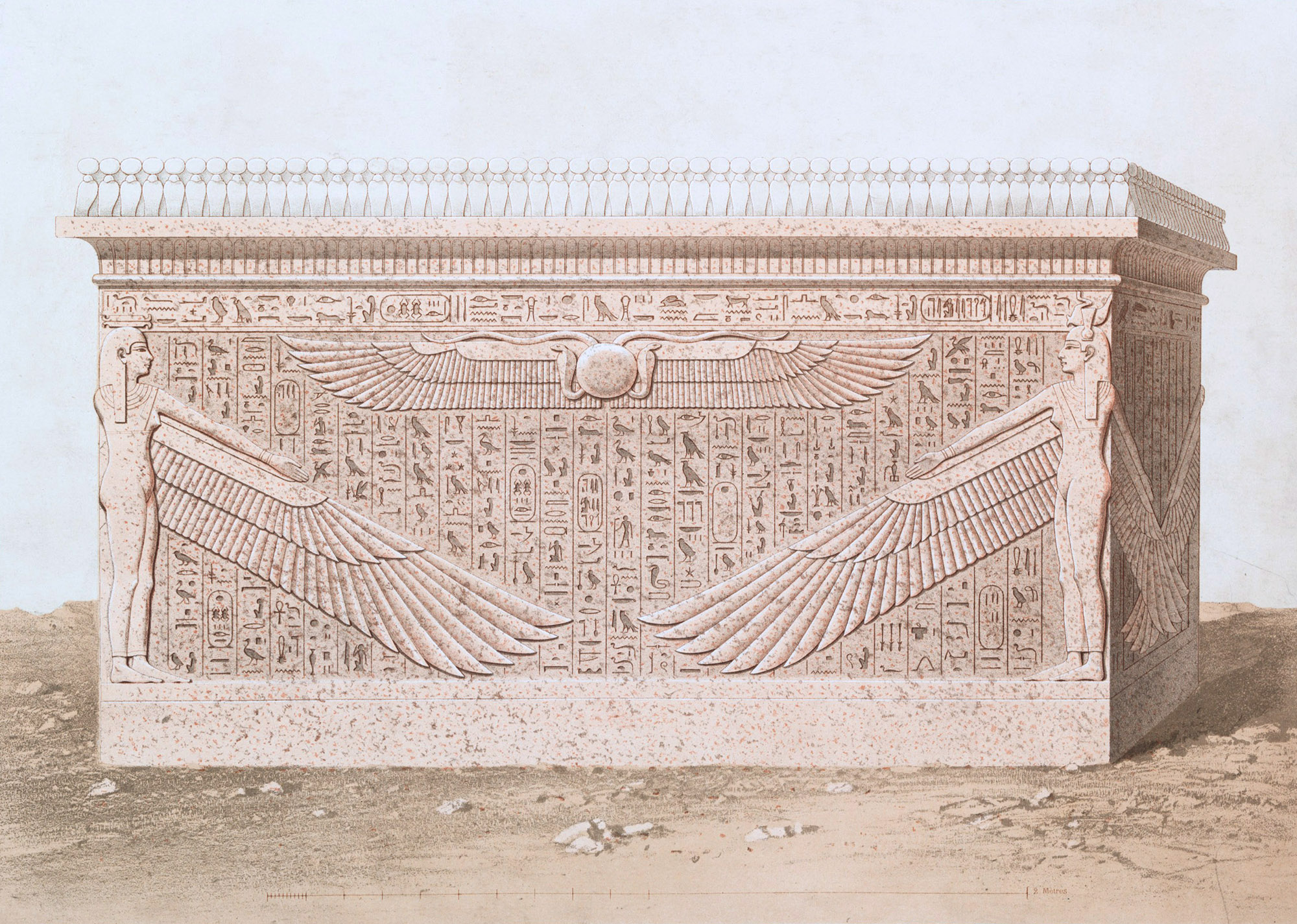
Рисунок каменного саркофага Эйе

#### Консервация
Верховный совет древностей Египта вернул в погребальную камеру из Каирского музея отреставрированные саркофаг, проложил деревянные дорожки, установил поручни в гробнице. Трещины в стенах заделаны, голые стены коридоров побелены. Часть декоративных рисунков в погребальной камере утрачена в связи с изношенностью за минувшие века и восстановлению не подлежит.